# Mikel Rico
Mikel Rico Moreno (Basauri, 4. studenoga 1984.) bivši je španjolski nogometaš koji je igrao na poziciji obrambenog veznog.

## Klupski uspjesi
Athletic Bilbao
- Španjolski superkup (1): 2015.

Huesca
- Segunda División (1): 2019./20.

## Vanjske poveznice
- Profil na Transfermarktu
- Profil na Soccerwayu